# Les Forges (Marchin)
Pour les articles homonymes, voir Les Forges.
Les Forges est un hameau de la commune belge de Marchin situé en Région wallonne dans la province de Liège.
Ce hameau faisait déjà partie de l'ancienne commune de Marchin.

## Situation
Ce hameau s'étend sur la rive gauche du Hoyoux depuis Vieux-Barse jusqu'à son entrée dans la ville de Huy. Les habitations s'étirent le long de la route nationale 641 Huy-Modave-Ocquier appelée chaussée des Forges. Cette route longe la vallée encaissée du Hoyoux. La partie en amont des Forges se nomme Régissa.

## Économie
Les tôleries Delloye-Matthieu faisant partie du groupe sidérurgique ArcelorMittal sont spécialisées dans la production de matériaux électrozingués destinés principalement à l'industrie automobile. Elles ont été créées au milieu du XIXe siècle par le hutois Charles Delloye-Matthieu (1816-1896). La partie en aval du site a été désaffectée. Une ancienne tour a été maintenue au bord du Hoyoux. Elle devrait être conservée comme témoin du passé industriel du site.
La ligne de chemin de fer 126 qui reliait Statte à Ciney est en exploitation limitée (sans passagers) de la gare de Statte aux Forges. Depuis Les Forges jusqu'à Ciney, elle a été déferrée, transformée en RAVeL et empruntée par les usagers non motorisés à travers le Condroz.

## Patrimoine
La petite église de l'Assomption construite en moellons de grès se trouve entre deux ateliers de l'entreprise ArcelorMittal.